# Kristoffer Andersen
Kristoffer Andersen (* 9. Dezember 1985 in Etterbeek, Belgien) ist ein ehemaliger dänisch-belgischer Fußballspieler und heutiger Trainer. Der Sohn von Henrik Andersen, dem dänischen Europameister von 1992, ist in Belgien geboren und aufgewachsen und begann auch seine Karriere im Königreich, ehe er ab 2007 im deutschen Fußball aktiv war. Andersen stand dabei unter anderem in der 2. Bundesliga beim MSV Duisburg und beim VfL Osnabrück sowie beim FC Ingolstadt 04 unter Vertrag. Seine Trainerkarriere begann er bei Alemannia Aachen und seit 2021 gehört er in Belgien zum Trainerstab von der KAS Eupen.

## Kindheit
Der Sohn des dänischen Fußballspielers Henrik Andersen und einer Belgierin wurde im Brüsseler Vorort Etterbeek geboren und verbrachte seine ersten Lebensjahre im nahegelegenen Anderlecht, wo sein Vater für den RSC Anderlecht spielte. Nach dem Wechsel seines Vaters zum 1. FC Köln im Jahr 1990 zog er mit seiner Familie nach Ostbelgien und wuchs dort auf.

## Karriere

### Verein

#### Jugend
Andersen begann mit dem Fußballspielen 1992 in der Nachwuchsabteilung der KAS Eupen und spielte 2000 leihweise in der Jugendakademie des RSC Anderlecht, bei dem bereits sein Vater in seiner aktiven Karriere unter Vertrag gestanden hatte. Im Jahre 2001 wechselte er in die Fußballschule von Standard Lüttich. Dort beschloss er, Berufsfußballer zu werden.

#### KAS Eupen und FC Brüssel (bis 2007)
Im Seniorenbereich spielte Andersen ab 2004 erneut bei KAS Eupen; ein Jahr später wechselte er zum damals in der 1. Division spielenden FC Brüssel. In seiner ersten Spielzeit debütierte er am 10. Dezember 2005 beim 0:0 am 17. Spieltag der Spielzeit 2005/06 gegen VV St. Truiden im Profifußball, als er in der 71. Minute für Kristof Snelders eingewechselt wurde. Am 22. Februar 2006 erzielte er mit dem Siegtreffer zum 1:0 am 22. Spieltag im Spiel gegen KVC Westerlo sein erstes Tor im professionellen Fußball. In der Spielzeit 2005/06 spielte Andersen in elf Spielen, dabei gab er eine Torvorlage und erzielte ein Tor. In der Hinrunde der folgenden Spielzeit spielte er in 13 Spielen. Im Januar 2007 wurde er mit sieben weiteren Spielern vom Vereinspräsidenten aussortiert.

#### Borussia Mönchengladbach II (2007 bis 2008)
Kurze Zeit später wechselte er nach Deutschland zur damals in der Regionalliga spielenden Reservemannschaft von Borussia Mönchengladbach. Am 11. Februar 2007 gab er seinen Einstand, als er bei der 0:1-Niederlage am 21. Spieltag bei Dynamo Dresden in der 63. Minute für Marko Marin eingewechselt wurde. Am 6. Mai 2007 markierte er mit dem Treffer zum 1:0 am 31. Spieltag im Spiel gegen Kickers Emden (Endstand 1:1) sein erstes Tor für die Reservemannschaft der Mönchengladbacher. Am Ende der Spielzeit standen für Andersen 16 Spiele und zwei Tore in der damaligen Nord-Staffel der Regionalliga zu Buche. Mit dem 16. Tabellenplatz stieg man aus der Regionalliga in die Oberliga ab und nach der Folgesaison wieder auf. Andersen trug mit sechs Toren in 28 Spielen dazu bei. Der damalige Trainer der Profimannschaft Jos Luhukay wollte Andersen mit einem Profivertrag ausstatten, jedoch lehnte dies der damalige Sportdirektor Christian Ziege ab.

#### Kurze Gastspiele (2008 bis 2013)
Ab der Saison 2008/09 spielte Andersen für den VfR Aalen in der neugegründeten 3. Liga. Er kam für den VfR Aalen in 27 Spielen zum Einsatz und erzielte ein Tor; mit den Aalenern stieg er zum Ende der Spielzeit aus der 3. Liga ab.
Im August 2009 verpflichtete Peter Neururer Andersen auf Empfehlung von Vater Henrik für den Zweitligisten MSV Duisburg. Nach 22 absolvierten Ligaspielen und einem Treffer in der zweiten Runde des DFB-Pokals im Spiel gegen Borussia Mönchengladbach (1:0) teilte Trainer Milan Šašić Andersen mit, dass er nicht mehr mit ihm plane. Daraufhin wechselte er zum damaligen Aufsteiger in die zweite Liga, dem VfL Osnabrück. Mit den Osnabrückern stieg er nach verlorener Relegation wieder aus der Zweitklassigkeit ab.
Im Juni 2011 ging er zum FC Ingolstadt 04, der von Benno Möhlmann trainiert wurde. Für den Klub kam er insgesamt in lediglich zwei Spielen zum Einsatz, dabei spielte er insgesamt acht Minuten. Nachdem er einen Riss beider Menisken auskuriert hatte, konnte sich Andersen unter dem neuen Trainer Tomas Oral keinen Stammplatz erkämpfen.
Zur Spielzeit 2012/13 wurde Andersen vom damaligen Drittligisten und Zweitligaabsteiger Alemannia Aachen verpflichtet. Er erhielt einen bis 2014 laufenden Vertrag für die dritte Liga. Für Alemannia Aachen kam er in 25 Partien zum Einsatz, in denen er kein Tor erzielte. Zum Ende der Spielzeit stand der Abstieg aus der 3. Liga in die Regionalliga.

#### Fortuna Köln (2013 bis 2019)
Am 4. September 2013 unterschrieb Andersen einen Vertrag beim SC Fortuna Köln. Er kam in seiner ersten Saison für Fortuna Köln zu 24 Einsätzen, drei Torvorlagen und einem Tor. Mit der Fortuna stieg er am Ende der Saison 2013/14 in die 3. Liga auf; in der Aufstiegsrunde setzte man sich gegen die Zweite Mannschaft des FC Bayern München durch. Andersen kam sowohl im Hin- als auch im Rückspiel zum Einsatz. In der Saison 2014/15 spielte er verletzungsbedingt nur 13 Partien in der Liga. Dem SC Fortuna Köln gelang der Klassenerhalt. Am 25. Juli 2015 gab Andersen sein Comeback nach seiner Verletzung am ersten Spieltag der Saison 2015/16. Andersen kam in dieser Saison zu 25 Einsätzen, wobei er mit Ausnahme von einer Partie in jedem Spiel in der Startaufstellung stand und dabei überwiegend als zentraler Mittelfeldspieler eingesetzt wurde. Weitere Saisoneinsätze konnte Andersen auch aus dem Grund nicht absolvieren, da sich einen Muskelfaserriss im Adduktorenbereich zuzog. Die ersten Spiele der Saison 2016/17 verpasste Andersen aufgrund einer Meniskusverletzung. In der Folgezeit war er im Mittelfeld gesetzt und absolvierte 18 Drittligaspiele (wobei er in 17 in der Startelf stand), das Saisonende verpasste er aufgrund eines Kreuzbandrisses. Auch verletzungsbedingt absolvierte Andersen in der Saison 2018/19 lediglich fünf Einsätze. Die Saison 2018/19 war seine letzte im Trikot der Kölner Fortuna: Hier kam er – sofern er nicht verletzt war – zu 20 Einsätzen, wobei er in lediglich fünf Partien in der Anfangsformation stand. Aufgrund diverser Verletzungen kam Kristoffer Andersen in der dritten Liga für die Kölner Südstädter zu lediglich 81 Einsätzen. Nachdem der SC Fortuna Köln zum Ende der Saison 2018/19 aus der 3. Liga in die Regionalliga West abgestiegen war, beendete er seine aktive Laufbahn.

### Nationalmannschaft
Kristoffer Andersen wurde im September 2004 für einen Lehrgang der dänischen U20-Nationalmannschaft nominiert. Zu einem Einsatz in der U20-Nationalmannschaft oder anderen Nachwuchsnationalmannschaften Dänemarks reichte es nicht. Auch blieben ihm Einsätze für die dänische oder belgische A-Nationalmannschaft verwehrt.

## Erfolge
- Aufstieg in die 3. Liga: 2014 mit Fortuna Köln

## Als Trainer
Ab Sommer 2020 war Andersen Co-Trainer von Alemannia Aachen in der Regionalliga West. Nach der Entlassung von Stefan Vollmerhausen am 9. Februar 2021 wurde er Aachens Interimstrainer. Ab dem Beginn der Saison 2021/22 war er Co-Trainer des belgischen Erstligisten KAS Eupen. Im Oktober/November 2022 und im April/Mai 2024 sprang er bei dem Verein als Übergangscheftrainer ein, musste mit der Mannschaft im Mai 2024 den Erstligaabstieg hinnehmen. Anschließend war er wieder Co-Trainer. Seine Amtszeit in Eupen ging im Juni 2025 zu Ende.

## Sonstiges
Kristoffer Andersen ist seit 2013 verheiratet. Das Paar hat seit 2016 eine Tochter. Er spricht Dänisch, Französisch, Deutsch und Englisch.